# Lieja-Bastoña-Lieja 1973
La Lieja-Bastogne-Lieja 1973 fue la 59.ª edición de la clásica ciclista Lieja-Bastoña-Lieja. La carrera se disputó el domingo 22 de abril de 1973, sobre un recorrido de 236 km. 
El vencedor final fue el belga Eddy Merckx (Molteni) consiguió la cuarta victoria en esta carrera imponiéndose al sprint a sus compatriotas Frans Verbeeck (Maes Pils-Watney) y Walter Godefroot (Carpenter-Confortluxe-Flandria), segundo y tercer respectivamente. Esta sería el tercera triunfo consecutivo de Merckx en esta clásica, un hito que ningún ciclista había realizado desde Léon Houa en 1894.

## Clasificación final
| Posición | Ciclista         | Equipo                         | Tiempo   |
| -------- | ---------------- | ------------------------------ | -------- |
| 1        | Eddy Merckx      | Molteni                        | 6h13'55" |
| 2        | Frans Verbeeck   | Maes Pils-Watney               | s.t.     |
| 3        | Walter Godefroot | Carpenter-Confortluxe-Flandria | s.t.     |
| 4        | Raymond Poulidor | Gan-Mercier-Hutchinson         | s.t.     |
| 5        | Régis Ovion      | Peugeot                        | s.t.     |
| 6        | Bernard Thévenet | Peugeot                        | s.t.     |
| 7        | Leif Mortensen   | Bic                            | s.t.     |
| 8        | Georges Pintens  | Rokado                         | s.t.     |
| 9        | Joop Zoetemelk   | Gitane-Frigécrème              | s.t.     |
| 10       | Victor Van Schil | Molteni                        | s.t.     |